# Masatoshi Kushibiki
Masatoshi Kushibiki (født 29. januar 1993) er en japansk fodboldspiller. Han var en del af den japanske trup ved Sommer-OL 2016.